# Zielorientierung (Didaktik)
Zielorientierung, auch Ergebnisorientierung oder Produktorientierung, ist ein Fachausdruck der Unterrichtslehre. Er kennzeichnet das  didaktische Prinzip, Unterricht konsequent auf ein bestimmtes, genau definiertes Lernergebnis auszurichten. Das mit ihm korrespondierende Prinzip ist die Prozessorientierung (Didaktik), die vorrangig auf die Umstände und Vorgänge beim Ablauf des Lernens fokussiert ist.

## Begriff
Zielorientierung des Unterrichtens bedeutet für den Unterrichtenden, das Planen und Gestalten des Lernprozesses stringent auf das Erreichen eines festgelegten Lernziels auszurichten. Das kann das Erreichen einer bestimmten Fertigkeit oder die Beherrschung eines Wissensgebietes sein. Die Formulierung des Lernziels ist auf eine objektive Überprüfbarkeit über bestimmte Messverfahren ausgelegt. Typische Unterrichtsformen des lernzielorientierten Unterrichtens sind der sogenannte Programmierte Unterricht oder das Unterrichten nach Methodischen Übungsreihen, wobei in kleinen, aufeinander aufbauenden Lernschritten zu dem vorbestimmten Lernergebnis geleitet wird. Es handelt sich um ein systematisches Vorgehen unter Maßgabe einer finalen Vorstellung, die das angestrebte Lernergebnis in der Planung vorwegnimmt und ohne Umschweife zügig zu erreichen sucht. In der Unterrichtslehre wird dieses Prinzip der „Zielorientierung“ daher auch als „Prinzip der Strukturierung und Progression“ bezeichnet. Literaturdidaktiker, etwa Kaspar H. Spinner oder Gerhard Haas, unterscheiden in der Deutschdidaktik zwischen Unterrichtsverfahren mit dem primären Ziel der Kreativitätsförderung (Kreatives Schreiben) und einem sogenannten „produktorientierten Literaturunterricht“, bei dem es um eigene Textgestaltungen bzw. szenische Fortsetzungen gelesener Textauszüge geht.
Von der jeweiligen Zielplanung des Unterrichts hängt die Wahl der Methoden und Organisationsformen ab. Dazu können vor das Endziel Zwischenziele gesetzt und als Etappenergebnisse markiert und angesteuert werden. Die avisierten Ziele müssen so operationalisiert, d. h. ausformuliert werden, dass sie  in ihrem Ergebnis überprüfbar sind.

## Bedeutung
Unterrichten ist grundsätzlich ein zielgerichtetes Handeln. Jeder Unterricht, der nicht der Beliebigkeit verfallen will, braucht eine Struktur und ein Unterrichtsziel, das es anzustreben und zu erreichen gilt. Zielloses Unterrichten verliert sich leicht in Unverbindlichkeit und Orientierungslosigkeit. Die Forderung nach Systematik verlangt, korrespondierend mit der Zielvorgabe, den Einsatz bestimmter Lernkontrollen, um den erreichten Standort im Lernprozess feststellen und gegebenenfalls weitere Hilfen einsetzen oder Kursänderungen vornehmen zu können. So formuliert etwa die Verkehrserziehung auf die selbstständige, partnerschaftliche und sichere Teilnahme am Straßenverkehr ausgerichtete, klar definierte Lernziele, um eine bestmögliche Sicherheit in diesem Lebens- und Handlungsbereich zu erlangen. Das Erreichen oder Versäumen dieser Vorgaben wird durch bestimmte Prüfungen wie das Fußgängerdiplom oder die Radfahrprüfung evaluiert.
Zielorientierung oder die Forderung nach „Systematik und Konsequenz“ ist ein jedes wissenschaftlich fundierte Unterrichten bestimmendes didaktisches Prinzip. Schon der Lehramtsanwärter lernt daher, die zu vermittelnden Inhalte einer sogenannten „Lernstrukturanalyse“ zu unterziehen und für seinen Unterricht einen Stundenaufbau zu erstellen, bei dem der zu vermittelnde Stoff methodisch und organisatorisch so aufbereitet wird, dass ein deklariertes Stundenziel erreicht werden kann.
Zielorientierung in Lernprozessen hat auch einen wesentlichen Einfluss auf die Lerndisziplin und die Motivation der Lernenden, worauf in Studien der Pädagogischen Psychologie immer wieder hingewiesen wird: Die Unterrichtabläufe erhalten auf diese Weise einen Ordnungsrahmen und eine Struktur. Die Zielprojektion fördert die gedankliche Ausrichtung der Lernbemühungen und forciert ein zielstrebiges Handeln auf das gewünschte Ergebnis hin. Die mit dieser Unterrichtsweise eng verbundenen, in überschaubaren Abständen eingefügten objektiven Überprüfungen der Lernfortschritte geben Lehrkraft und Lernendem Sicherheit, auf dem richtigen Weg zu sein.

## Probleme
Zielorientierung ist ein wesentliches didaktisches Unterrichtsprinzip. Es darf jedoch nicht verabsolutiert werden, wie die Didaktiker Warwitz/Rudolf kritisch anmerken:
„Ein Unterricht, der ausschließlich zielorientiert arbeitet (Erwerb einer bestimmten Fertigkeit, Erstellung eines bestimmten Werks, Produkts), läuft Gefahr, den Weg zum vorgeplanten Ziel zu programmieren und die Kriterien der Ökonomie, Zweckmäßigkeit, Erfolgssicherheit und Schnelligkeit dabei voranzustellen. Gleichzeitig erhalten bei der Zielplanung leicht solche Ziele den Vorrang und das Übergewicht, die diesen formalen Forderungen entgegenkommen. Lernprobleme wie Auffassungsschwierigkeiten, Kooperationsmüdigkeit, Indisponiertheit, Motivationsmangel oder Wünsche und Fragen der Beteiligten, die nicht dem unmittelbaren Fortgang der Arbeit in Richtung Zielplanung dienen, müssen bei so verstandenem Lernen als Störungen gelten, die eine möglichst schnelle Beseitigung erfordern. Der Lernende und seine Bedürfnisse werden hierbei leicht der sachlichen Zielplanung untergeordnet.“
Zur Vermeidung dieser Einseitigkeit im Unterrichtsgeschehen muss das Prinzip der Zielorientierung mit einem anderen bedeutenden Prinzip, dem der Prozessorientierung, korrespondieren: Im Erziehenden Unterricht oder beim Projektlernen spielen der Ablauf des Lernprozesses, der Weg zum Ziel und das Aufarbeiten dabei auftretender Lernschwierigkeiten, also Umwege bei der Lernzielverfolgung, eine ebenso große Rolle wie das Erreichen des eigentlichen Lernziels. Das Entstehen gruppendynamischer Prozesse kann sogar erwünscht sein, um entsprechende Kompetenzen daraus zu entwickeln.